# Monomorium personatum
Monomorium personatum är en myrart som beskrevs av Santschi 1937. Monomorium personatum ingår i släktet Monomorium och familjen myror. Inga underarter finns listade i Catalogue of Life.